# Andrijiwka (rejon berysławski)
Andrijiwka (ukr. Андріївка) – wieś na Ukrainie, w obwodzie chersońskim, w rejonie berysławskim. W 2001 liczyła 168 mieszkańców.